# Eleccions municipals de 2015 a Alcover
Les eleccions municipals de 2015 a Alcover van ser unes eleccions locals que es van celebrar el diumenge 24 de maig de 2015 a Alcover, a l'Alt Camp, com a part de les eleccions municipals espanyoles. Es van triar els 13 regidors de l'Ajuntament d'Alcover.
La cara nova dels independents Alcoverencs pel Canvi va ser revalidada amb majoria absoluta, tot i perdre un regidor. En canvi, dos partits històrics al municipi van patir reversos: els socialistes no van aconseguir conformar una llista per presentar-se a les eleccions i els convergents van patir una forta derrota que els van deixar sense representació.

## Context
En les eleccions del 1999, la formació municipalista Alcoverencs pel Canvi va irrompre l'escena política de la vila amb un triomf inesperat. De llavors ençà, va consolidar la seva posició mitjançant una coalició amb el PSC entre les següents eleccions (2003) fins al final de la legislatura sorgida de les eleccions del 2011.

## Sistema electoral
Les eleccions als ajuntaments de l'Estat espanyol estan fixades per celebrar-se el quart diumenge de maig cada quatre anys. El sistema electoral fa servir la regla D'Hondt amb representació proporcional, llistes tancades i una barrera electoral del 5% dels vots vàlids, que inclou els vots en blanc. La votació per a l'assemblea local es basa en el sufragi universal.
En les eleccions municipals, la circumscripció electoral és el municipi i el nombre d'escons (o sigui, regidors) a triar del municipi es determina en funció del nombre d'habitants en aquest municipi. En el cas d'Alcover, que en aquell moment tenia 5.131 habitants, l'hi corresponia 13 regidors.

## Candidatures
A finals de març, el Partit dels Socialistes de Catalunya va anunciar que no es presentaria a les eleccions per impossibilitat de conformar una llista electoral. Es tracta d'un partit polític que havia participat sempre en les eleccions, fos pel seu compte o en coalició amb l'ApC. El 31 de març, la secció local de la CUP va acordar en una assemblea la llista oficial de la seva candidatura, encapçalada per Jaume Camps Girona, i va aprovar prèviament el seu programa electoral.
El 8 d'abril, el partit SI-Solidaritat va realitzar l'acte de presentació oficial dels seus candidats, encapçalats per Lluís Català Roca. El 18 d'abril, el partit independent Alcoverencs pel Canvi va celebrar un acte multitudinari per presentar els seus candidats. Era la primera vegada en la història de la formació que estava encapçalada per una persona diferent d'Anton Ferré: Robert Figueras Roca, i la segona vegada de la història del partit que es presenten sols, sense anar en coalició amb el PSC.
El 5 de maig, Esquerra Republicana de Catalunya va presentar els seus candidats i el seu programa electoral. El 15 de maig del mateix any, Convergència i Unió van presentar la llista de candidats, que va comptar amb la presència del llavors conseller de l’Interior, Ramon Espadaler. L'endemà també van celebrar un altre acte per presentar el seu programa electoral, aquest cop acompanyat amb la llavors vicepresidenta de la Generalitat, Joana Ortega.
El 24 de maig, el Partit Popular també va presentar els seus candidats —encapçalats pel comercial Alejandro López— i el seu programa electoral. És l'única candidatura es va posicionar explícitament com unionista espanyol.
El 28 d'abril, la Junta Electoral de Zona de Valls va proclamar sis candidatures del municipi d'Alcover en el Butlletí Oficial de la Província de Tarragona.
| Partit polític | Partit polític                                             | Cap de llista                 | Llista de candidats |
| -------------- | ---------------------------------------------------------- | ----------------------------- | --- |
|                | Alcoverencs pel Canvi (A.P.C)                              | Robert Figueras Roca          | Llista 1. Robert Figueras Roca 2. Maria Antonia Girona Puig 3. Fabiola Martinez Rodriguez 4. Jose Lopez Castillo 5. Martin Yebras Cañellas 6. Carla Miret Llorca 7. Francesc Xavier Torrell Camps 8. Silvia Gordo Osuna 9. Jesus Gutierrez Ramirez 10. Sergi Barbera Cabrera 11. Prosper Batet Cavalle 12. Inmaculada Cabrera Castaño 13. Anton Ferré i Fons Suplents: Noelia Cintas Bernabe, Pere Madurell Ferre, Carles Banus Villarroya |
|                | Candidatura d'Unitat Popular-Poble Actiu (CUP-PA)          | Jaume Camps Girona            | Llista 1. Jaume Camps Girona 2. Juan Carlos Casares Sánchez 3. Josep Maria Trenchs Climent 4. Mireia Dolcet de Cabo 5. Yolanda Medina Villena 6. Josep Ulldemolins Marin 7. Marc Caparó Roca 8. Aina Vidal Pàmies 9. Xavier Roca Gomis 10. Rosa Català Salsench 11. Germà Guarch Domènech 12. Montserrat Molina Camins 13. Marc Ramon Borràs Suplents: Mireia Ripoll Roca, Josep Maria de Lucas Cortiella |
|                | Solidaritat per la Independència (SI-Solidaritat)          | Lluís Català Roca             | Llista 1. Lluís Català Roca 2. Sra.Laia Fuguet Molné 3. Maria Teresa Planella Guarro 4. Ricard Gironés Vallverdú 5. Nuria Barberà Solé 6. Martí Fàbregas Tell 7. Susana Linares Guillén 8. Iker Bilbao Aresté 9. Sonia Vizcaino Martínez 10. Juan Cortes Cortes 11. José Ángel Ramia Ruiz 12. Josep Maria Gilabert Sancho 13. Maria Soletat Roig Llort Suplents: Juan Ribellas Manero, Gemma Altés Ollé, Josep Barberà Gomis |
|                | Esquerra Republicana de Catalunya-Acord Municipal (ERC-AM) | Josep Maria Flores i Juanpere | Llista 1. Josep Maria Flores i Juanpere 2. Isaac Rosich i Tàrrech (JERC) 3. Maria Isabel Torres i Carnicé 4. Eduard Ferran i Pallejà 5. Roser Magrané i Fanego 6. Pere Roig i Masqué 7. Misericòrdia Roig i Torres 8. Jordi Invernón i Bengoechea 9. Nadia Darnoun i Torres 10. Roberto Garcia i Fernandez 11. Rosa Maria Agràs i Pérez de Burgos 12. Joan Carles Gironès i Campaña 13. Maria Torres i Martínez |
|                | Convergència i Unió (CiU)                                  | Paqui Rodríguez Báñez         | Llista 1. Paqui Rodríguez Báñez (UDC) 2. Magdalena Ballesté Esquerda (CDC) 3. Gaspar Caparó Sangrà (UDC) 4. Joan Maria Llorens Molné (Ind.) 5. Maria Lluïsa Sanromà Climent (Ind.) 6. Josep Andreu Gonzálvez Usano (Ind.) 7. Maria Àngels Vasquez Llorens (Ind.) 8. Maria Assumpta Casero Izquierdo (Ind.) 9. Jordi Moncusí Basachs (Ind.) 10. Aurora Pàmias Badel (Ind.) 11. Anton Ferré Galván (Ind.) 12. Sílvia Pérez Ballesté (CDC) 13. Antoni Llauradó Pérez (Ind.) Suplents: Rosa Mary Molina Caballero (Ind.), Mònica Garcia Leyva (Ind.), Josep Antoni Sánchez Fernández (Ind.) |
|                | Partit Popular (PP)                                        | Alejandro Lopez Alvarez       | Llista 1. Alejandro Lopez Alvarez 2. Carolina Arnau Llamas (Ind.) 3. Francisco Tell Barreda 4. Anna Garcia Altes (Ind.) 5. Santiago Garcia Castro 6. Rosa Maria Risueño Señal (Ind.) 7. Emilio Lopez Collado (Ind.) 8. Maria Haro Cazorla (Ind.) 9. Salvador Cuadras Rosello (Ind.) 10. Maria Teresa Camara Alberola (Ind.) 11. Mercedes Herrero Roig (Ind.) 12. Antonio Toro Exposito 13. Santiago Bermudez Salmeron |

## Campanya electoral
Quatre dels partits que es van presentar en aquestes eleccions: CiU, CUP, ERC i SI-Solidaritat es van donar el seu suport a la independència catalana en el marc d'una campanya de l'ANC. En canvi, l'ApC i el PP no ho van fer.

## Jornada electoral

### Constitució de les meses
En aquell moment, Alcover tenia una població de 5.131 habitants, dels quals 3.643 persones van ser cridades a votar en alguna de les 5 meses que es van constituir en l'únic col·legi electoral al municipi, l'IES Font del Glorieta.
L'únic incident registrat durant la jornada electoral fou que va sonar l'alarma de l'institut que no s'havia desconnectat, cosa que només va fer reduir quinze minuts els preparatius.

### Participació
La participació en aquestes eleccions va ser de 62,7%, el qual cosa implica que un total de 2.283 ciutadans del municipi van decidir exercir el seu dret a vot. Comparant aquesta participació amb la mitjana catalana, Alcover va registrar una xifra més alta, situant-se en 4,2 punts percentuals per sobre.
A continuació, es presenta una taula amb els percentatges de participació registrats a diferents hores del dia de les eleccions:
| Hores              | Alcover       |
| ------------------ | ------------- |
| Participació (14h) | 34,4% ( 2,5%) |
| Participació (18h) | 47,6% ( 3,2%) |
| Participació (20h) | 62,7% ( 2,2%) |

## Resultats
El partit Alcoverencs pel Canvi va aconseguir mantenir la seva majoria absoluta, malgrat el canvi d'alcaldable, amb Robert Figueras prenent el relleu per primer cop en la història de la formació política. Malgrat això, el partit va perdre un regidor i un 10% en el suport electoral respecte a les darreres eleccions.
D'altra banda, el partit Convergència i Unió va perdre els tres regidors que tenia, esdevenint així la primera vegada de la seva història que no obtenia representació en l'Ajuntament d'Alcover. Com a conseqüència, l'alcaldable de CiU, Paqui Rodríguez, va anunciar l'endemà de la votació la seva retirada de la política, assumint «tota la responsabilitat de la derrota política».
A mitjan juny, es va celebrar el ple de constitució del nou Ajuntament i Figueras va ser elegit sense sorpreses.